# Колонна флотаційна машина

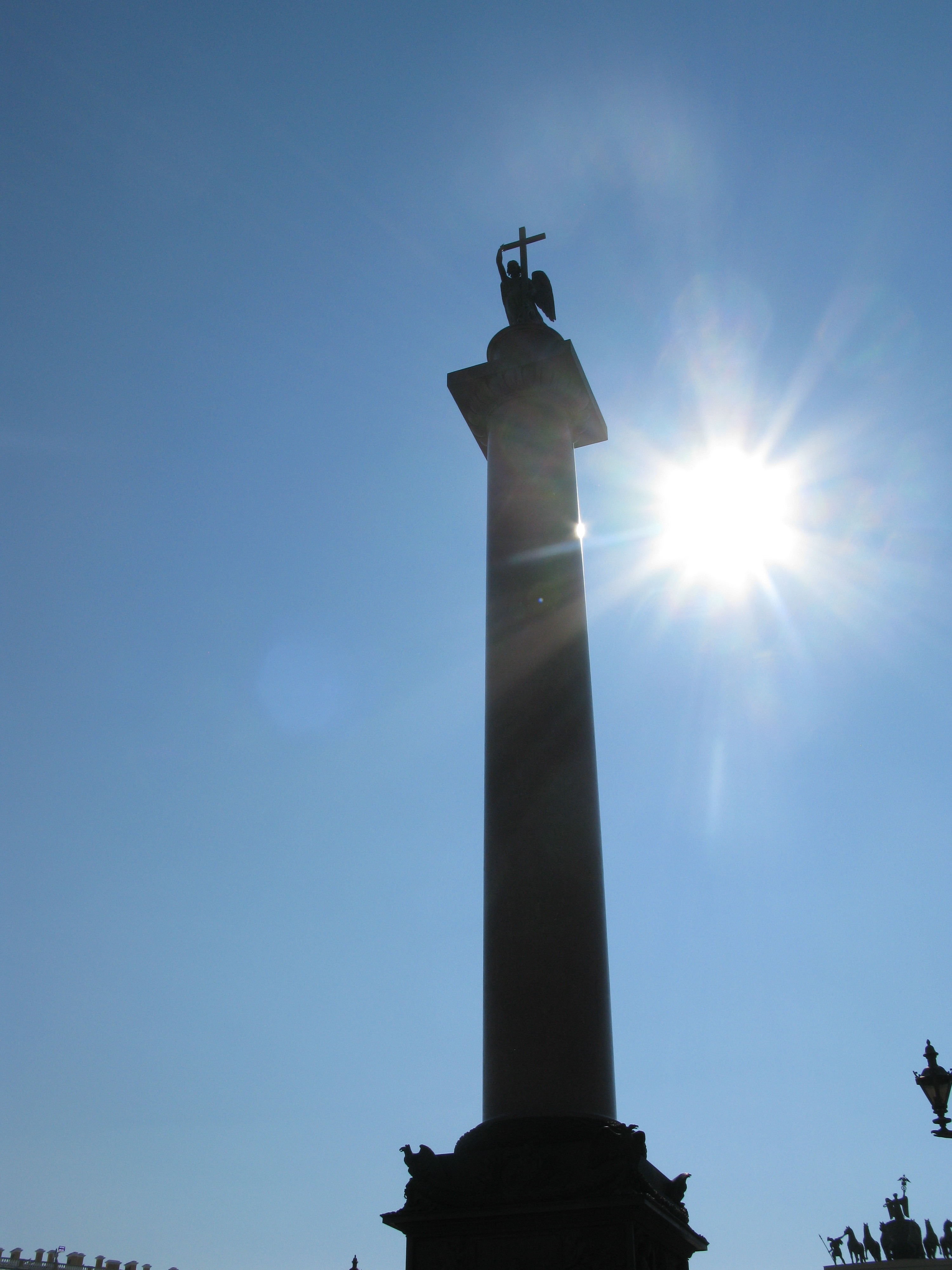
Схема колонної флотаційної машини.
1 — колона; 2 — аератор; 3 — контактний чан; 4 — водний трубопровід; 5 — концентратний трубопровід; 6 — трубопровід відходів.

Коло́нна флотаці́йна маши́на (рос. колонная флотационная машина, англ. columned flotation machines, нім. Säulenflotationsmaschine) — пневматична флотаційна машина з протитечійним рухом пульпи, який досягається за рахунок глибокого розміщення у робочій камері диспергатора стисненого повітря (патрубкового, ерліфтного або перфорованої перетинки) для забезпечення зустрічного руху спливаючих повітряних бульбашок та флотаційної пульпи, що завантажується зверху. 

## Загальний опис

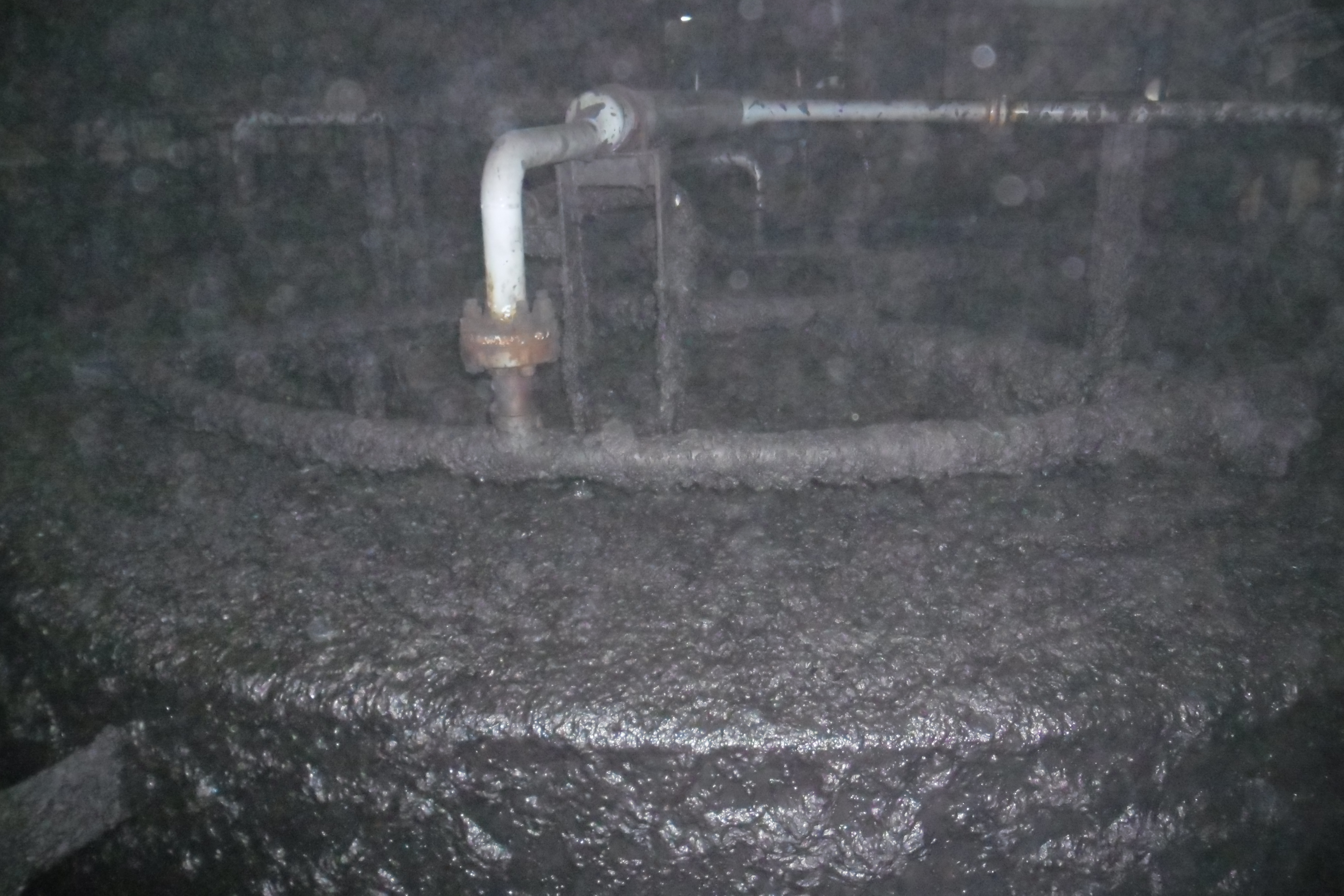
Вивантаження пінного продукту з флотомашини колонного типу «Coalpro» фірми «СРТ»

Колонна флотаційна машина являє собою круглу або квадратну камеру шириною бл. 1 м і більше, висотою біля 7—9 м (рис.); перетин колони може бути круглим, еліптичним або прямокутним. Колона 1 складається з трьох частин: верхньої, середньої і нижньої. Вихідний продукт з контактного чану 3 по трубопроводу спрямовується в середню її частину, а стиснене повітря з ресивера подається в аератор 2, що розташований у нижній частині колони. Аератор виконаний у вигляді пористих перегородок, гумових перфорованих трубок і т. п.
Таким чином, вихідний матеріал подається вище середини, але нижче потужного пінного шару, який займає бл. 1/3 висоти колони.
В основу роботи колонних машин, які мають велике співвідношення висоти до ширини (діаметра), покладено принцип протитечійного руху мінеральних частинок і повітряних бульбашок. У колоні пульпа рухається вниз назустріч бульбашкам, які підіймаються вгору. Мінеральні частинки закріплюються на бульбашках і спливають у верхню частину колони. Для відмивки пінного продукту від частинок пустої породи шар піни зрошується зверху чистою водою, яка подається трубопроводом 4. Концентрат видаляється трубопроводом 5, відходи — трубопроводом 6.
К. ф. м. мають значні переваги при застосуванні для флотації тонкоподрібнених матеріалів, особливо вугільних шламів, коли напрямок спливання пінних агрегатів збігається з напрямком спливання частинок легкого компонента. Використовується головним чином для збагачення рудної сировини.
Переваги колонних машин полягають у низькій енергоємності, невеликих капітальних витратах, малій займаній площі, можливості вторинної мінералізації в пінному шарі.

## Флотаційна машина типу ФППМ-20

Флотаційна машина типу ФППМ-20 являє собою різновид машин колонного типу, основними відмінними ознаками яких є велика глибина камер і принцип протитоку. Цей принцип дозволяє використовувати гравітаційні сили частинок і підйомну силу повітряних бульбашок для розриву гідратних оболонок, які оточують мінеральні частинки й повітряні бульбашки. Велика глибина камер дозволяє більш ефективно використовувати повітря, оскільки підвищується коефіцієнт мінералізації повітряних бульбашок.
Машина ФППМ-20 — протитечійна, складається з двокамерних секцій, які розташовані одна відносно одної під кутом 180°. У машині використаний еластичний перфорований (40—60 проколів на 1 см2) аератор, який працює під тиском до 1,5×105 Па і забезпечує задовільний ступінь диспергування великої кількості повітря.
Вихідна пульпа надходить у приймальний карман першої секції, встановлений на верхньому корпусі, звідки через розподільник перетікає у камери і рухається вниз до їхньої донної частини. Стиснене повітря при проходженні через отвори в гумових трубках аератора диспергується і підіймається назустріч потоку пульпи, що рухається.
Процес мінералізації повітряних бульбашок, накопичення і видалення пінного продукту здійснюється звичайним способом. Флотований продукт першої секції з проміжного кармана трубопроводом надходить у приймальний карман другої секції, де він вдруге аерується і флотується. Відходи з секції видаляються через випускний карман аналогічної конструкції. Рівень пульпи в кожній секції регулюється одним шиберним пристроєм. Випуск пульпи з камери і підтримання постійного дренажу для запобігання зашламлення крупнозернистим матеріалом здійснюється шланговим затвором. Для зниження бурління пульпи в камерах встановлені заспокійливі решітки. Подача реагентів у камери та їх рівномірний розподіл в об’ємі пульпи здійснюється спеціальними дільниками.
Флотаційну машину ФППМ-20 можна застосовувати при збагаченні легко- і середньофлотованих шламів.